# Paola Agosti
Pour les articles homonymes, voir Agosti.
 (août 2025).
Si vous disposez d'ouvrages ou d'articles de référence ou si vous connaissez des sites web de qualité traitant du thème abordé ici, merci de compléter l'article en donnant les références utiles à sa vérifiabilité et en les liant à la section « Notes et références ».
Paola Agosti, née en 1947 à Turin, est une photographe italienne. Elle est la fille de Giorgio Agosti (it) et la sœur d’Aldo Agosti.

## Biographie
Paola Agosti grandit dans la Turin de l’après-guerre dans une famille cultivée. Son père, Giorgio Agosti, est un magistrat et un antifasciste, un des fondateurs du Parti d'action. Sa mère, Nini Castellani, est traductrice de l’allemand et du français. Elle a introduit le Magicien d’Oz en Italie et a traduit Jane Austen, George Eliot, Henry James, Robert Louis Stevenson.
C’est à Rome qu’elle fait ses débuts où après une période d’apprentissage elle commence sa propre activité de photographe indépendante. Elle rencontre le journaliste Saverio Tutino (it), avec qui elle part pour un long voyage en Amérique du Sud. Elle y réalise ses premiers reportages, dont un sur le Chili où elle rencontre Salvador Allende avant le coup d’État de 1973.
Dans les années 1970, Paola Agosti est parmi les plus actives pour représenter le mouvement féministe, prenant des photographies qui deviendront emblématiques de cette époque. Cela lui vaut sa première publication importante : Riprendiamoci la vita. Immagini del Movimento delle donne (Savelli, 1976).
En avril 1974 elle est à Lisbonne lors de la révolution des Œillets. Elle y photographie les premières réunions libres de femmes communistes, les premières assemblées d’étudiants et les occupations de maisons par les bidonvilles.

## Publications
- Riprendiamoci la vita. Immagini del movimento delle donne, Savelli Editore, 1976
- Immagini del Mondo dei vinti, Mazzotta, 1978
- La donna e la macchina, Ed. Oberon, 1983
- Dal Piemonte al Rio de la Plata. Immagini di emigrazione, Reg. Piemonte, 1988
- Mundo Perro, Galleria la nuova pesa, 1993
- Caro cane, La Tartaruga, 1997
- I testimoni. Fotografie di Paola Agosti dal mondo dei vinti, Cahiers MuseoMontagna 2001
- Imagenes del Mundo de los Vencidos, Diputacion Provincial del Granada, 2011
- El Paraíso: entrada provisoria, Fiaf 2011
- Il destino era già lì. Le donne de l’Anello forte” “Il Mondo dei vinti”, Nuto Revelli ArabAFenice 2015
- Itinerari. Il lungo viaggio di una fotografa (Federico Montaldo dir.), Postcart, 2023
- Covando un mondo nuovo. Viaggio tra le donne degli anni settanta (avec Benedetta Tobagi), Einaudi, 2024